# Manuel Saturnino da Costa
Manuel Saturnino da Costa (Bolama, 29 de noviembre de 1942—Bisáu, 10 de marzo de 2021) fue un político guineano que se desempeñó como primer ministro del país del 26 de octubre de 1994 al 6 de junio de 1997.

## Biografía
Desde 1977 estuvo en el Ministerio de Relaciones Exteriores, como embajador en Cuba y en la URSS.
Durante la presidencia de João Bernardo Vieira, que llegó al poder en 1980 mediante un golpe de Estado, se convirtió en el secretario general del PAIGC.
Tras la victoria del PAIGC en las elecciones parlamentarias de 1994, Vieira designó a Saturnino da Costa, que era entonces Secretario General de PAIGC, como primer ministro el 25 de octubre de 1994.
Tras la destitución del presidente Vieira en mayo de 1999, da Costa fue nombrado presidente interino de PAIGC el 12 de mayo de 1999. Francisco Benante fue elegido para reemplazarlo como presidente de PAIGC en septiembre de 1999.
Después de que Kumba Ialá asumiera el cargo de presidente, da Costa fue arrestado, junto con otro ex primer ministro, Carlos Correia (quien lo precedió y lo sucedió como primer ministro), y otros cuatro exministros, en febrero de 2000 en medio de acusaciones de corrupción. Fue absuelto de malversación en junio de 2003.
En las elecciones legislativas de noviembre de 2008, el PAIGC obtuvo una mayoría de 67 de los 100 escaños en la Asamblea Nacional Popular, y Saturnino da Costa fue elegido diputado del PAIGC en el primer distrito electoral, Catio e Como. Después de la elección, fue nombrado ministro de la Presidencia del Consejo de Ministros el 7 de enero de 2009.
Saturnino da Costa buscó la nominación como candidato del PAIGC para las elecciones presidenciales de junio de 2009, pero en una votación interna el 25 de abril de 2009, el Comité Central del PAIGC eligió a Malam Bacai Sanhá como candidato del partido. Fue reemplazado en su puesto como ministro de la Presidencia del Consejo de Ministros y destituido del gobierno el 28 de octubre de 2009.